# Iosif Taraszkiewicz
Iosif Władimirowicz Taraszkiewicz (ros. Иосиф Владимирович Тарашкевич, ur. 1 kwietnia 1884, zm. 1950) – funkcjonariusz radzieckich służb specjalnych.

## Życiorys
Od 1915 do stycznia 1918 służył w rosyjskiej armii, w czerwcu 1917 wstąpił do SDPRR(b), w sierpniu 1918 został funkcjonariuszem Czeki. Do maja 1919 był szefem Wydziału Prawnego Czeki przy Radzie Komisarzy Ludowych Litewsko-Białoruskiej SRR, od 12 maja 1919 przewodniczącym mińskiej gubernialnej Czeki, a od 27 maja do sierpnia 1919 przewodniczącym Czeki przy Radzie Komisarzy Ludowych Litewsko-Białoruskiej SRR (funkcję tę przestał pełnić w związku z zajęciem Mińska przez polskie wojsko 8 sierpnia 1919 i faktycznym końcem istnienia Litewsko-Białoruskiej SRR). Od 1 września 1919 do 6 lutego 1922 był przewodniczącym smoleńskiej gubernialnej Czeki, od 6 lutego 1922 do 1923 szefem smoleńskiego gubernialnego oddziału GPU, od 16 kwietnia 1923 do lipca 1928 szefem penzeńskiego gubernialnego oddziału GPU, a od 1929 szefem okręgowego oddziału GPU w Wiatce (obecnie Kirow). W latach 1931–1932 był pomocnikiem pełnomocnego przedstawiciela OGPU na Kraj Niżnonowogrodzki (obecnie obwód niżnonowogrodzki) ds. milicji, 1933-1934 pomocnikiem Niżnonowogrodzkiego Krajowego Zarządu Milicji Robotniczo-Chłopskiej, od września 1933 do stycznia 1934 naczelnikiem Sarowskiego Specjalnego Obozu Karnego OGPU, a od grudnia 1934 do 1935 naczelnikiem Sarowskiego Poprawczego Obozu Pracy NKWD, od 1937 pracował w instytucjach gospodarczych w Moskwie.